# Canadian Elite Basketball League 2022
La stagione CEBL 2022 fu la quarta della Canadian Elite Basketball League. Parteciparono 10 squadre in un unico girone.

## Squadre partecipanti
- Edmonton Stingers
- Fraser V. Bandits
- Guelph Nighthawks
- Hamilton Badgers
- Montreal Alliance
- Newfoundl. Growlers
- Niagara River Lions
- Ottawa Blackjacks
- Saskatchewan Rattl.
- Scarborough S. Stars

## Classifica
| Squadra              | V  | P  | PCT  | GB |
| -------------------- | -- | -- | ---- | -- |
| Hamilton Badgers     | 14 | 6  | 70,0 | -  |
| Niagara River Lions  | 13 | 7  | 65,0 | 1  |
| Scarborough S. Stars | 12 | 8  | 60,0 | 2  |
| Fraser V. Bandits    | 12 | 8  | 60,0 | 2  |
| Saskatchewan Rattl.  | 11 | 9  | 55,0 | 3  |
| Edmonton Stingers    | 10 | 10 | 50,0 | 4  |
| Guelph Nighthawks    | 10 | 10 | 50,0 | 4  |
| Ottawa Blackjacks    | 8  | 12 | 40,0 | 6  |
| Newfoundl. Growlers  | 6  | 14 | 30,0 | 8  |
| Montreal Alliance    | 4  | 16 | 20,0 | 10 |

## Play-off

### Quarti di finale
| Guelph 6 agosto 2022, ore 19:00              | Guelph Nighthawks | 78 – 99 (22–17, 12–36, 28–21, 16–25) | Niagara River Lions | Sleeman Centre (1.408 spett.) |
| \| \| \| \| \| Hill 17 \| Punti \| 28 Onu \| |                   |                                      |                     |                               |
|                                              |                   |                                      |                     |                               |
| Hill 17                                      | Punti             | 28 Onu                               |                     |                               |

| Scarborough 7 agosto 2022, ore 15:00                       | Scarborough S. Stars | 108 – 96 (21–19, 20–22, 36–25, 29–32) | Saskatchewan Rattl. | Toronto Pan Am Sports Centre (1.612 spett.) |
| \| \| \| \| \| Harris, Robertson 24 \| Punti \| 21 Carr \| |                      |                                       |                     |                                             |
|                                                            |                      |                                       |                     |                                             |
| Harris, Robertson 24                                       | Punti                | 21 Carr                               |                     |                                             |

### Semifinali
| Ottawa 12 agosto 2022, ore 16:00                        | Niagara River Lions | 81 – 93 (26–14, 9–19, 21–27, 25–33) | Scarborough S. Stars | TD Place Arena (N/A spett.) |
| \| \| \| \| \| Onu 26 \| Punti \| 22 Harris, Chatman \| |                     |                                     |                      |                             |
|                                                         |                     |                                     |                      |                             |
| Onu 26                                                  | Punti               | 22 Harris, Chatman                  |                      |                             |

| Ottawa 12 agosto 2022, ore 19:00                    | Hamilton Badgers | 76 – 72 (12–20, 22–17, 23–18, 19–17) | Ottawa Blackjacks | TD Place Arena (2.827 spett.) |
| \| \| \| \| \| Vital 16 \| Punti \| 14 Edosomwan \| |                  |                                      |                   |                               |
|                                                     |                  |                                      |                   |                               |
| Vital 16                                            | Punti            | 14 Edosomwan                         |                   |                               |

### Finale CEBL
| Ottawa 14 agosto 2022, ore 15:30                    | Hamilton Badgers | 90 – 88 (26-25, 25-19, 18-15, 21-29) | Scarborough S. Stars | TD Place Arena (2.788 spett.) |
| \| \| \| \| \| Vital 17 \| Punti \| 23 Robertson \| |                  |                                      |                      |                               |
|                                                     |                  |                                      |                      |                               |
| Vital 17                                            | Punti            | 23 Robertson                         |                      |                               |

### Tabellone
|  | Quarti di finale | Quarti di finale | Quarti di finale |             |          | Semifinali | Semifinali | Semifinali |  |  | Finale CEBL | Finale CEBL | Finale CEBL |  |
|  |                  |                  |                  |             |          |            |            |            |  |  |             |             |             |  |
|  |                  |                  |                  |             |          | 1          | Hamilton   | 1          |  |  |             |             |             |  |
|  |                  |                  |                  |             |          | 1          | Hamilton   | 1          |  |  |             |             |             |  |
|  |                  |                  |                  | Ottawa      | 0        |            |            |            |  |  |             |             |             |  |
|  | 2                | Niagara          | 1                | Ottawa      | 0        |            |            |            |  |  |             |             |             |  |
|  | 2                | Niagara          | 1                |             |          |            |            |            |  |  |             |             |             |  |
|  | 7                | Guelph           | 0                |             |          |            |            |            |  |  |             |             |             |  |
|  | 7                | Guelph           | 0                |             | Hamilton | Hamilton   | 1          |            |  |  |             |             |             |  |
|  |                  |                  |                  |             |          |            |            |            |  |  |             |             |             |  |
|  |                  |                  | Scarborough      | Scarborough | 0        |            |            |            |  |  |             |             |             |  |
|  |                  |                  |                  | Scarborough | 0        |            |            |            |  |  |             |             |             |  |
|  |                  |                  |                  |             |          |            |            |            |  |  |             |             |             |  |
|  |                  |                  |                  |             |          |            |            |            |  |  |             |             |             |  |
|  |                  | 2                | Niagara          | 0           |          |            |            |            |  |  |             |             |             |  |
|  |                  |                  |                  | 0           |          |            |            |            |  |  |             |             |             |  |
|  |                  |                  |                  | Scarborough | 1        |            |            |            |  |  |             |             |             |  |
|  | 3                | Scarborough      | 1                | Scarborough | 1        |            |            |            |  |  |             |             |             |  |
|  | 3                | Scarborough      | 1                |             |          |            |            |            |  |  |             |             |             |  |
|  | 5                | Saskatchewan     | 0                |             |          |            |            |            |  |  |             |             |             |  |

## Vincitore
| Campione CEBL 2022           |
| ---------------------------- |
| Hamilton Badgers (1º titolo) |

## Statistiche
| Categoria             | Giocatore       | Squadra                    | Stat  |
| --------------------- | --------------- | -------------------------- | ----- |
| Punti per gara        | Khalil Ahmad    | Niagara River Lions        | 21,1  |
| Rimbalzi per gara     | Jordan Baker    | Edmonton Stingers          | 9,4   |
| Assist per gara       | Tony Carr       | Saskatchewan Rattlers      | 6,5   |
| Palle rubate per gara | Christian Vital | Hamilton Honey Badgers     | 2,2   |
| Stoppate per gara     | EJ Onu          | Niagara River Lions        | 3,3   |
| Percentuale dal campo | Jeremiah Tilman | Hamilton Honey Badgers     | 63,9% |
| Percentuale da 3      | Isiaha Mike     | Scarborough Shooting Stars | 47,4% |

## Premi CEBL
- CEBL Most Valuable Player: Khalil Ahmad, Niagara River Lions
- CEBL Coach of the Year: Ryan Schmidt, Hamilton Honey Badgers
- CEBL Defensive Player of the Year: EJ Onu, Niagara River Lions
- CEBL Clutch Player of the Year: Khalil Ahmad, Niagara River Lions
- CEBL 6th man of the year: Koby McEwem, Hamilton Honey Badgers
- CEBL Canadian Player of the Year: Caleb Agada, Hamilton Honey Badgers
- CEBL U Sports Developmental Player of the Year: Thomas Kennedy, Fraser Valley Bandits
- CEBL Finals MVP: Christian Vital, Hamilton Honey Badgers
- All-CEBL First Team
  - Isiaha Mike, Scarborough Shooting Stars
  - Caleb Agada, Hamilton Honey Badgers
  - Jalen Harris, Scarborough Shooting Stars
  - Khalil Ahmad, Niagara River Lions
  - Tony Carr, Saskatchewan Rattlers
- All-CEBL Second Team
  - Jordan Baker, Edmonton Stingers
  - Christian Vital, Hamilton Honey Badgers
  - Brandon Sampson, Newfoundland Growlers
  - Cat Barber, Guelph Nighthawks
  - Shane Gibson, Fraser Valley Bandits
- All-CEBL Canadian Team
  - Jordan Baker, Edmonton Stingers
  - Thomas Kennedy, Fraser Valley Bandits
  - Isiaha Mike, Scarborough Shooting Stars 
  - Caleb Agada, Hamilton Honey Badgers
  - A.J. Lawson, Guelph Nighthawks